# Atuela
Atuela ist ein osttimoresischer Ort im Suco Soileco (Verwaltungsamt Bobonaro, Gemeinde Bobonaro). Das Dorf liegt im Süden der Aldeia Ai-Aras, auf einer Meereshöhe von 752 m. Eine Straße führt von hier nach Nordosten zum Nachbarort Dilareman und nach Südwesten nach Colobete.